# あら坊
あら坊（あらぼう）は、東京都荒川区の公式シンボルキャラクター（ゆるキャラ）である。

## 概要
荒川区の魅力を広くアピールするとともに、親しみやすさや愛着を深めることを目的に、荒川区長の西川太一郎により企画され、同年7月にシンボルキャラクター募集公募を実施。11月には選考で選ばれた8体のキャラクターに対して投票を実施し、2010年3月に決定された。
性別は男で、荒川区の頭文字である「a」をモチーフにデザインされ、水・陸両性の謎の生き物をイメージしている。性格は優しくて面倒見がよく、区の街を散歩したり、隅田川の片隅で昼寝をすることが得意という設定である。
2012年には荒川区制80周年記念事業として、妹のあらみぃも登場した。同年7月にデザインと名前の投票を実施し、10月に決定された。

## 投票イベント参加履歴
- 東京ヤクルトスワローズファン感謝デー「TOKYOマスコットCOLLECTION」（毎年参加中）
- ゆるキャラ総選挙2013
- 都電「路面電車の日記念イベント」：着ぐるみ投票（2013年6月16日開催）[7]
- ゆるキャラグランプリ
  - 2013年 - 第525位[8]
  - 2014年 - 第768位[9]
  - 2015年 - 第641位[10]
  - 2016年 - 第748位[11]
  - 2020年 - 第52位[12]

## その他
区が企画・制作した公式グッズを展開しているほか、区内の事業者を対象に「あら坊」の商標（ライセンス）を使用した外部商品も展開している（詳細は#外部リンクを参照）。2013年9月21日に刊行された荒川区出身の俳優片岡鶴太郎の小説『今日も日暮里』（徳間書店）の下帯にもあら坊が登場している。